# Dorothy Allen
Dorothy Allen (Houston, 1896 -  New York, 30 september 1970) was een Amerikaanse film- en theateractrice die voornamelijk actief was in de jaren 20.
Allen had haar eerste filmrollen in 1918. Ze speelde in verschillende films van Poverty Row, tot halverwege de jaren 20. Tot haar grootste rollen behoorden die in Over the Hill to the Poorhouse (1920) en The Hoosier Schoolmaster (1924).

## Filmografie
- Three Green Eyes (1919)
- Over the Hill to the Poorhouse (1920)
- Beyond Price (1921)
- Dynamite Allen (1921)
- Power Within (1921)
- The Broken Silence (1922)
- Free Air (1922)
- If Winter Comes (1923)
- The Hoosier Schoolmaster (1924)
- Second Youth (1924)
- Youth for Sale (1924)
- School for Wives (1925)